# Ann Sidén

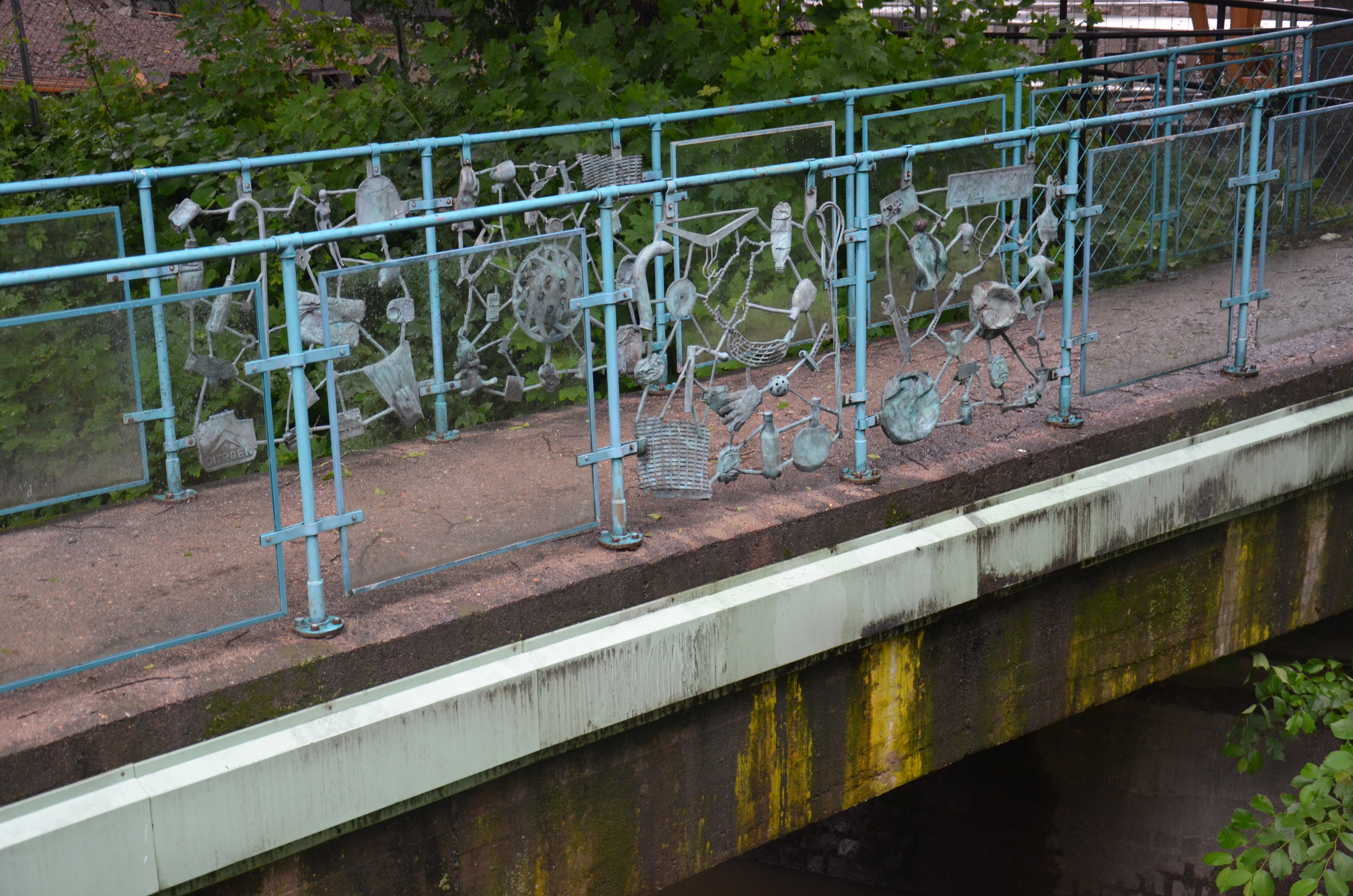
Bro längs Lilla Å-promenaden i Örebro.

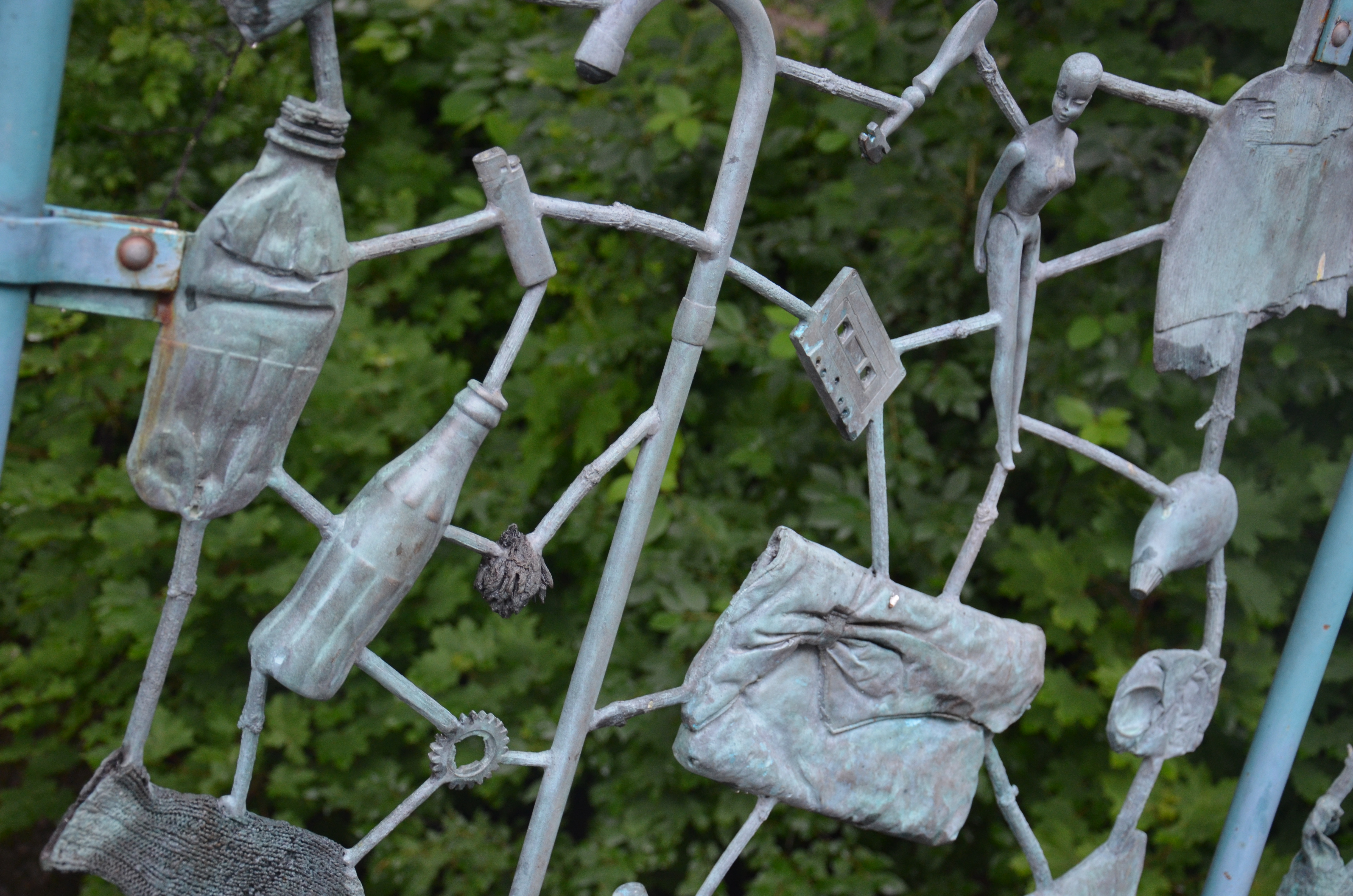
Detalj av Bro längs Lilla Å-promenaden i Örebro.

Ann Caroline Sidén, född 22 maj 1959 i Arboga, död 7 maj 2020 i Örebro, var en svensk skulptör, verksam som bild- och performanceknstnär och också känd som Mamma Knota.
Ann Sidén var skulptör och utbildad vid Kuben 1978–1979 och Örebro konstskola 1980–1983. Hon arbetade som assistent åt Richard Brixel i Stockholm 1983–1985. Hon innehade yrkesutbildningar i svetsning, brons- och betonggjutning samt stenarbete. 

## Verk i urval
- Minnesplakett över Anna Lindh, Våghustorget i Örebro, 2011